# جرمین بکفورد
جرمین بکفورد (انگلیسی: Jermaine Beckford؛ زادهٔ ۹ دسامبر ۱۹۸۳) یک بازیکن فوتبال اهل بریتانیا است.
وی همچنین در تیم ملی فوتبال جامائیکا بازی کرده است.